# Wenn die Soldaten durch die Stadt marschieren

Bildpostkarte von 1917

Wenn die Soldaten durch die Stadt marschieren ist ein deutsches Volks- und Soldatenlied aus dem 19. Jahrhundert. Textdichter und Komponist sind unbekannt; das Lied ist aber textlich erkennbar inspiriert von Stück Nr. 12 (Gesang) der 1840 in Breslau uraufgeführten Vaudeville-Posse Die Seeräuber von Alexander Cosmar und Vinzenz Kugler. Die ersten vier Strophen berichten von den zahlreichen Gunstbezeigungen, die junge Mädchen angeblich uniformierten Soldaten entgegenbringen, erklären diese aber jeweils ironisch mit dem kraftvoll geschmetterten Refrain „Ei warum? Ei darum. Ei bloß wegen dem Schingderassa, Bumderassa, Schingdara!“ Die fünfte Strophe macht deutlich, dass Geduld und Verständnis gegenüber den Erfordernissen des Soldatenberufs Grenzen haben.
Populär wurde das Lied insbesondere im süddeutschen Raum. Es fand Eingang in zahlreiche Liedsammlungen, darunter den bekannten Zupfgeigenhansl von 1908. Aufgegriffen wird „Wenn die Soldaten …“ überdies in Fritz von Unruhs Drama Offiziere von 1911, in Alfred Döblins Roman Berlin Alexanderplatz von 1929, im Film Der Hauptmann von Köpenick von 1956 sowie in der Verfilmung der Feuerzangenbowle von 1970. Bekannte Coverversionen stammen etwa von Claire Waldoff (1929), den Regensburger Domspatzen (1933), Die vier Richters (1934), Marlene Dietrich (1964), Medium Terzett (1964), The City Preachers (1965) und James Last (1969).

## Text
Wenn die Soldaten
durch die Stadt marschieren,
Öffnen die Mädchen
die Fenster und die Türen.
<Refrain>:
Ei warum? Ei darum! Ei warum? Ei darum!
Ei bloß wegen dem Schingderassa, Bumderassa, Schingdara!
Ei bloß wegen dem Schingderassa, Bumderassasa!

Zweifarben Tücher, Schnauzbart und Sterne
Herzen und küssen die Mädchen so gerne.
<Refrain>

Eine Flasche Rotwein und ein Stückchen Braten
Schenken die Mädchen ihren Soldaten.
<Refrain>

Wenn im Felde blitzen Bomben und Granaten,
Weinen die Mädchen um ihre Soldaten.
<Refrain>

Kommen die Soldaten wieder in die Heimat,
Sind ihre Mädchen alle schon verheirat’
<Refrain>

## Pazifistische Umdichtungen
Der ostdeutsche Sänger Ernst Busch trug 1953 eine von ihm gedichtete und musikalisch von Hanns Eisler arrangierte Version des Liedes vor, mit der er gegen eine angenommene militärische Bedrohung durch die USA von Westdeutschland aus protestierte: Wieder Soldaten durch die Stadt marschieren, die für den Weltkrieg Nummer 3 trainieren! …
Dalida veröffentlichte 1964 ein gleichnamiges Werk, das die erste Strophe des Liedes zunächst im Originalwortlaut und darauf in mehreren abgeänderten Versionen einbezieht.
Im Rahmen der deutschen Friedensbewegung, die sich zu Beginn der 1980er Jahre gegen die atomare Nachrüstung der NATO richtete, protestierte Ekkes Frank mit seiner Neufassung des Liedes von 1981 gegen öffentliche Rekrutengelöbnisse der Bundeswehr: Wenn die Soldaten durch die Stadt marschieren, schließen Demokraten Fenster und Türen, …